# Evolvulus luetzelburgii
Evolvulus luetzelburgii är en vindeväxtart som beskrevs av Helwig. Evolvulus luetzelburgii ingår i släktet Evolvulus och familjen vindeväxter. Inga underarter finns listade i Catalogue of Life.